# Riccardo Lorenzone
Riccardo Lorenzone (* 5. November 1976 in Domodossola) ist ein ehemaliger italienischer Grasskiläufer. Er war bis 2009 Mitglied der Grasski-Nationalmannschaft des Italienischen Wintersportverbandes (FISI), wurde 2009 Weltmeister im Super-G, gewann weitere sechs Medaillen bei Weltmeisterschaften sowie zwei Weltcuprennen und fünf italienische Meistertitel.

## Karriere
Einen ersten internationalen Erfolg feierte Lorenzone mit der Bronzemedaille im Slalom bei der Juniorenweltmeisterschaft 1995 in Arzberg. In der Allgemeinen Klasse kam er erstmals bei der Weltmeisterschaft 2003 in Castione della Presolana auf das Podest. Im Slalom wurde er Siebenter, im Riesenslalom Fünfter und im Super-G gewann er die Bronzemedaille, womit er auch Silber in der Kombination holte. 2005 gewann er im iranischen Dizin die Silbermedaille im Super-G und im Riesenslalom belegte er Platz vier. Bei der Weltmeisterschaft 2007 in Olešnice v Orlických horách wurde er Dritter im Slalom und zeitgleich mit seinem Landsmann Edoardo Frau Vierter im Super-G. Im Riesenslalom belegte er hingegen nur den 19. Platz. Seinen größten Erfolg feierte der Italiener bei seinem letzten Großereignis, der Weltmeisterschaft 2009 im österreichischen Rettenbach. Mit knappen drei Hundertstel Sekunden Vorsprung auf den Tschechen Jan Němec wurde er Weltmeister im Super-G. In der Super-Kombination gewann er die Silbermedaille und im Slalom die Bronzemedaille, im Riesenslalom belegte er Rang vier.
Im Weltcup konnte sich Lorenzone mit zwei Siegen und zahlreichen Podestplätzen von 2002 bis 2008 durchgehend in den Top 7 der Gesamtwertung klassieren. Als beste Ergebnisse erreichte er in den Saisonen 2004, 2006, 2007 und 2008 jeweils den vierten Gesamtrang. Bei den Italienischen Meisterschaften gewann Lorenzone insgesamt fünf Titel: 2005 siegte er im Slalom, im Super-G und in der Kombination, 2006 im Super-G und 2007 in der Super-Kombination. Nach der Weltmeisterschaft 2009 beendete Lorenzone seine Karriere.

## Erfolge

### Weltmeisterschaften
(bis 1999 nur Top-10-Platzierungen)
- Müstair 1997: 9. Slalom, 10. Riesenslalom
- Forni di Sopra 2001: 4. Super-G, 5. Riesenslalom
- Castione della Presolana 2003: 2. Kombination, 3. Super-G, 5. Riesenslalom, 7. Slalom
- Dizin 2005: 2. Super-G, 4. Riesenslalom
- Olešnice v Orlických horách 2007: 3. Slalom, 4. Super-G, 19. Riesenslalom
- Rettenbach 2009: 1. Super-G, 2. Super-Kombination, 3. Slalom, 4. Riesenslalom

### Juniorenweltmeisterschaften
(nur Podestplatzierungen)
- Arzberg 1995: 3. Slalom

### Weltcup
- 4. Gesamtrang: 2004, 2006, 2007 und 2008
- 6. Gesamtrang: 2003 und 2005
- 7. Gesamtrang: 2002
- Zwei Siege

### Italienische Meisterschaften
- Lorenzone ist fünffacher Italienischer Meister: Slalom 2005, Super-G 2005 und 2006, Kombination 2005, Super-Kombination 2007